# Àtal (metge)
Àtal o Àttal (en llatí Attalus, en grec antic Άτταλος) era un metge romà del segle ii, deixeble del metge Sorà (Soranus) i va pertànyer a l'escola metòdica, una de les escoles mèdiques més importants del món grecoromà.
Galè diu que va errar en el diagnòstic de la malaltia de la qual va morir el filòsof estoic Teàgenes.